# Żeleźniak (Góry Kaczawskie)
Żeleźniak (niem. Eisen-Koppe) – rozległy masyw z najwyższym szczytem (664 m n.p.m.) w północnej części Grzbietu Wschodniego w Górach Kaczawskich. Przez Przełęcz Mysłowską łączy się z południową częścią Grzbietu Wschodniego. Od zachodu łączy się z Osełką i Miłkiem. Na wschód od Żeleźniaka odchodzi grzbiet z Bukowinką i Głogowcem. Na północny zachód ciągnie się grzbiet z Marcińcem, Rogaczem, Dłużkiem, Chmielarzem, Polanką, Trzcińcem, Zadorą i Lipną.
Zbudowany jest ze staropaleozoicznych skał metamorficznych – łupków albitowo-serycytowych i kwarcowo-serycytowych z grafitem i soczewkami marmurów (wapieni krystalicznych), należących do metamorfiku kaczawskiego oraz permskich skał wulkanicznych – porfirów (ryolitów).
W łupkach radzimowickich i porfirach występują żyły okruszcowane minerałami polimetalicznymi zawierającymi miedź, srebro, ołów, arsen, żelazo, cynk i in., które były podstawą rozwoju górnictwa, co najmniej od XV w. Po wojnie prowadzone były poszukiwania rud uranu.
Masyw jest porośnięty lasem świerkowym. Na jego południowo-zachodnich zboczach położona jest wieś Radzimowice.